# Discurso del Rey Balduino sobre la independencia del Congo Belga
El 13 de enero de 1959, el rey belga Balduino se dirigió a la nación por radio y declaró que Bélgica trabajaría por la plena independencia del Congo Belga.

## Antecedentes
A principios de la década de 1950, la emancipación política del Congo Belga parecía un evento lejano. Pero estaba claro que el territorio del Congo Belga no podría permanecer para siempre inmune a los rápidos cambios que, después de la Segunda Guerra Mundial, afectaron profundamente el colonialismo en todo el mundo. La independencia de las colonias británicas, francesas y holandesas en Asia poco después de 1945 tuvo poco efecto inmediato en el Congo Belga, pero en las Naciones Unidas aumentó la presión sobre Bélgica (así como otras potencias coloniales) para conceder autonomía a los territorios coloniales. Bélgica había ratificado el artículo 73 de la Carta de las Naciones Unidas, que abogaba por la autodeterminación de los pueblos, y las dos grandes  superpotencias de la época, Estados Unidos y la Unión Soviética presionaron a Bélgica para que reformara su política en su colonia africana. Sin embargo, el gobierno belga trató de resistirse a lo que describió como interferencia con su política colonial, advirtiendo además la gran riqueza del Congo Belga en materias primas.
Se hizo cada vez más evidente que el gobierno belga carecía de una visión estratégica a largo plazo en relación con una posible -y no lejana- independencia del Congo Belga. Los "asuntos coloniales" no generaron mucho interés o debate político en Bélgica que tras 1945 buscaba la recuperación económica y no mostraba preocupación por el destino de su rica colonia africana, siempre y cuando la colonia pareciera próspera y tranquila. Una excepción notable fue el joven rey Balduino de Bélgica, que había sucedido a su padre, el rey Leopoldo III, en circunstancias políticas dramáticas el año 1951, cuando Leopoldo III se vio obligado a abdicar. Advirtiendo los deberes que le imponía su cargo, Balduino se interesó mucho en el Congo Belga.
En su primera visita de Estado al Congo Belga en 1955, el rey Balduino fue recibido con entusiasmo por aplausos de blancos y negros por igual. Observadores extranjeros, como el corresponsal internacional de The Manchester Guardian o un periodista de Time, señalaron que el paternalismo belga "parecía funcionar", y contrastaron a los súbditos coloniales de Bélgica, aparentemente leales y entusiastas comparados con las inquietas colonias francesas y británicas. Con motivo de su visita, el rey Balduino apoyó abiertamente la visión del Gobernador General de una "comunidad belgo-congolesa" pero en la práctica, esta idea progresó lentamente. 
Al mismo tiempo, las divisivas cuestiones ideológicas y lingüísticas en Bélgica entre Flandes y Valonia, que hasta ahora habían sido mantenidas con éxito fuera de los asuntos de la colonia, comenzaron a afectar también al Congo. Estos incluyen el aumento del sindicalismo entre los trabajadores congoleses, el llamado a las escuelas estatales para romper el monopolio de las misiones religiosas en la educación de los congoleses, y el llamado a la igualdad de trato en la colonia de ambas lenguas nacionales: francés y holandés. Hasta entonces, el francés había sido promovido de facto como el idioma colonial único que se enseñaba a los pueblos nativos del Congo para comunicarse con la metrópoli. El Gobernador General temía que tales cuestiones divisivas socavaran la autoridad del gobierno colonial a los ojos de los congoleños, al tiempo que desviaban la atención de la necesidad más apremiante de una verdadera emancipación.
Mientras el gobierno belga estaba debatiendo a lo largo de los años 50 un programa para extender gradualmente la emancipación política de la población congoleña, fue superado por los acontecimientos. El 4 de enero de 1959, una demostración política prohibida organizada en Léopoldville por el movimiento ABAKO se salió de control al empezar los gritos por la independencia y comenzar extensos disturbios, con ataques violentos a oficinas de la administración colonial y el despliegue de tropas belgas para reprimir a los manifestantes. Las autoridades tardaron varios días en restablecer el orden y, según el conteo más conservador, varios cientos murieron. La erupción de violencia envió una ola de choque a través del Congo y Bélgica por igual.
Sin comprometerse con una fecha específica para la independencia, el gobierno del primer ministro Gaston Eyskens tenía en mente un período de transición de varios años. Sobre el terreno, las circunstancias cambiaban mucho más rápidamente. Cada vez más, la administración colonial vio diversas formas de resistencia entre los congoleses, como la negativa a pagar impuestos, la organización de huelgas, o eludir el reclutamiento en la Force Publique. Al mismo tiempo, muchos belgas residentes en el Congo se opusieron a la independencia, sintiéndose traicionados por el gobierno de Bruselas. Ante la radicalización de las demandas congoleñas en el contexto de la descolonización de gran parte de África, el gobierno belga vio disminuir rápidamente las posibilidades de una transición gradual y cuidadosamente planificada.

## El discurso
El 13 de enero de 1959, el rey Balduino se dirigió a la nación en un discurso transmitido por radio. En su discurso, Balduino dijo que el gobierno belga trabajaría por la independencia del Congo, sin demora ni "temeridad irresponsable".
Así mismo, dijo que la independencia simbolizaba los valores de libertad, orden y prosperidad, pero que para alcanzar dichos valores eran necesarias instituciones gubernamentales fuertes y justas, funcionarios experimentados, una sólida organización socioeconómica y una amplia educación.
Finalmente, Balduino dijo que no era intención del gobierno belga promover soluciones europeas, sino soluciones pragmáticas basadas en la cultura africana, que respondan a las necesidades de las personas.

## Consecuencias
En 1959, el rey Balduino hizo otra visita al Congo Belga, encontrando un gran contraste con su visita de cuatro años antes. A su llegada a Léopoldville, fue apedreado por ciudadanos belgo-congoleses negros que estaban enojados con el encarcelamiento de Patrice Lumumba, declarado culpable de incitación contra el gobierno colonial. Aunque la recepción de Balduino en otras ciudades fue considerablemente mejor, los gritos de "Vive le roi!" (¡Viva el rey!) a menudo seguían "Indépendance immédiate!" (¡Independencia inmediata!).
El gobierno belga quería evitar verse arrastrado a una guerra colonial inútil y potencialmente muy sangrienta, como le sucedió a Francia en Indochina y Argelia, o a los Países Bajos en Indonesia. Por esa razón, se inclinaba a ceder a las demandas de independencia inmediata expresadas por los líderes congoleños. A pesar de la falta de preparación y una cantidad insuficiente de élite educada (principalmente en los campos de la economía, el derecho y la ciencia militar), los líderes belgas esperaban que las cosas salieran bien. Esto se hizo conocido como "Le Pari Congolais", la apuesta congolesa.
En enero de 1960, los líderes políticos congoleños fueron invitados a Bruselas para participar en la Mesa Redonda Belgo-Congolesa para discutir la independencia. Patrice Lumumba fue liberado de prisión y se unió a las negociaciones en Bruselas. En respuesta al fuerte frente único presentado por la delegación congoleña, la conferencia acordó conceder a los congoleños prácticamente todas sus demandas: una elección general a ser celebrada en mayo de 1960 y la plena independencia el 30 de junio de 1960.